# Stationer
|  | Denne artikel er oprettet af botten PalnaBot ud fra en ekstern database. Den kan derfor have sproglige fejl eller mangler. Denne skabelon kan fjernes efter kontrol af indholdet. |

Stationer er en rejsefilm fra 1986 instrueret af Rumle Hammerich efter manuskript af Arne Bro, Rumle Hammerich.

## Handling
En oplevelsesrejse med tog gennem Danmarks landskaber, miljøer og arkitektur. Og en rejse fuld af episoder mennesker imellem, som de tager sug ud for morfar, der tager fra Himmerland til København for at møde sit barnebarn på Hovedbanegården. Drengens rejse er foregået fra Københavns omegn.